# Кинодраматургия
Кинодраматургия — теория и искусство построения драматического произведения, а также сюжетно-образная концепция такого произведения в кинематографе.
Кинодраматургия относится к крайне своеобразной области литературного процесса, конечным продуктом которого является литературный сценарий для кинематографа, то есть первичная основа, можно сказать, фундамент для постановки фильма. 

## Элементы развертываниясюжета
- Постановка проблемы как в открытой, прямой форме, так и в закрытой, «спрятанной» за поступками героев или событиями.
- Протагонист, который отражает суть проблемы. Индивидуальный или коллективный портрет.
- Автор.
- Антагонист. Собирательный портрет, где выявляются не индивидуальные, а родовые признаки человека.
- Первичная ситуация. Развертывание первичной ситуации как закономерность построения сюжета в неигровом кино.